# Sancta Sanctorum (kaplica)
Chiesa di San Lorenzo in Palatio ad Sancta Sanctorum – dawne oratorium papieskie znajdujące się w Pałacu Laterańskim do którego prowadzą Święte Schody (Scala Sancta). Papież Leon III ofiarował do oratorium wiele relikwii, które były zamknięte w skrzyni z napisem Sancta Sanctorum, stąd wzięła się nazwa oratorium. Szczególne miejsce zajmuje obraz uznawany za acheiropoietos (nie ręką ludzką uczyniony). Według legendy zaczął go malować św. Łukasz a dokończyli aniołowie. W IV wieku został przeniesiony z Jerozolimy do Konstantynopola, a w czasach obrazoburców cudownie ocalał. Za czasów papieża Leona I przeniesiono go do Rzymu i został umieszczony w kościele na Lateranie. Na ścianie znajduje się napis „Non est in toto sanctior orbe locus” (nie ma na ziemi świętszego miejsca).